# Algjebba
Algjebba eller Eta Orionis (η Orionis, förkortat Eta Ori, η Ori), som är stjärnans Bayer-beteckning, är en multippelstjärna belägen i den mellersta delen av stjärnbilden Orion. Den har en kombinerad skenbar magnitud på 3,42, är synlig för blotta ögat där ljusföroreningar ej förekommer. Baserat på parallaxmätning inom Hipparcosuppdraget på ca 3,3 mas, beräknas den befinna sig på ett avstånd på ca 1 000 ljusår (ca 300 parsek) från solen.

## Nomenklatur
Det ursprungliga arabiska namnet för stjärnan var Saiph som är arabiska för "svärd", och Algjebbah arabiska för "sköld".

## Egenskaper
Primärstjärnan Eta Orionis Aa är en blå till vit stjärna i huvudserien av spektralklass B1 V. Den har en massa som är ca 11 gånger större än solens massa, en radie som är ca 6,3 gånger större än solens och utsänder från dess fotosfär ca 29 500 gånger mera energi än solen vid en effektiv temperatur av ca 26 600 K.

## Konstellation
Eta Orionis är listad i flera stjärnkataloger med två följeslagare: en ljus, Eta Orionis B, separerad med mindre än 2 bågsekunder och en svag, Eta Orionis C, separerad med nästan 2 bågminuter. Primärstjärnan, Eta Orionis A, är i sig en spektroskopisk trippelstjärna, känd genom multippla spektrallinjer med varierande radiella hastigheter. Den mest avlägsna följeslagaren, Eta Orionis Ac, har upplösts med hjälp av speckleinterferometri, med en avstånd på ca 0,04 bågsekunder. Den kretsar kring de andra två med en omloppsperiod på 9,4 år. De två närmaste liggande stjärnorna, Eta Orionis Aa och Eta Orionis Ab, är separerade med endast en tiondedels astronomisk enhet och har en omloppsperiod på knappt åtta dygn.
Konstellationen ligger inom Orion OB1-föreningen, en grupp massiva stjärnor som omfattar de flesta av Orions ljusa stjärnor. Den tilldelas den äldsta och närmaste delen av föreningen, känd som OB1a.

## Variabilitet
Eta Orionis sjunker i ljusstyrka vart fjärde dygn från en kombinerad skenbar magnitud av 3,31 till omkring 3,6. Detta beror på förmörkelser mellan de två närmaste komponenterna, Eta Orionis Aa och Eta Orionis Ab. De primära och sekundära förmörkelserna är mycket lika, med 0,24 respektive 0,23 enheter i magnitud.
Det har också föreslagits att komponent Eta Orionis Ab i sig själv är variabel med en period på 0,3 dygn och en mycket liten amplitud. Denna stjärna har ovanliga variabla spektrallinjer och ligger inom den β Cephei-variabla instabilitetsområdet. Det anses emellertid nu (2018) att den variabla komponenten är antingen Eta Orionis B eller Eta Orionis Ac, eventuellt på grund av en osynlig följeslagare eller av rotationsmodulering. Den aktuella perioden är 0,432 dygn och 0,3-dagarsperioden var ett alias.